# Hirai (Edogawa)

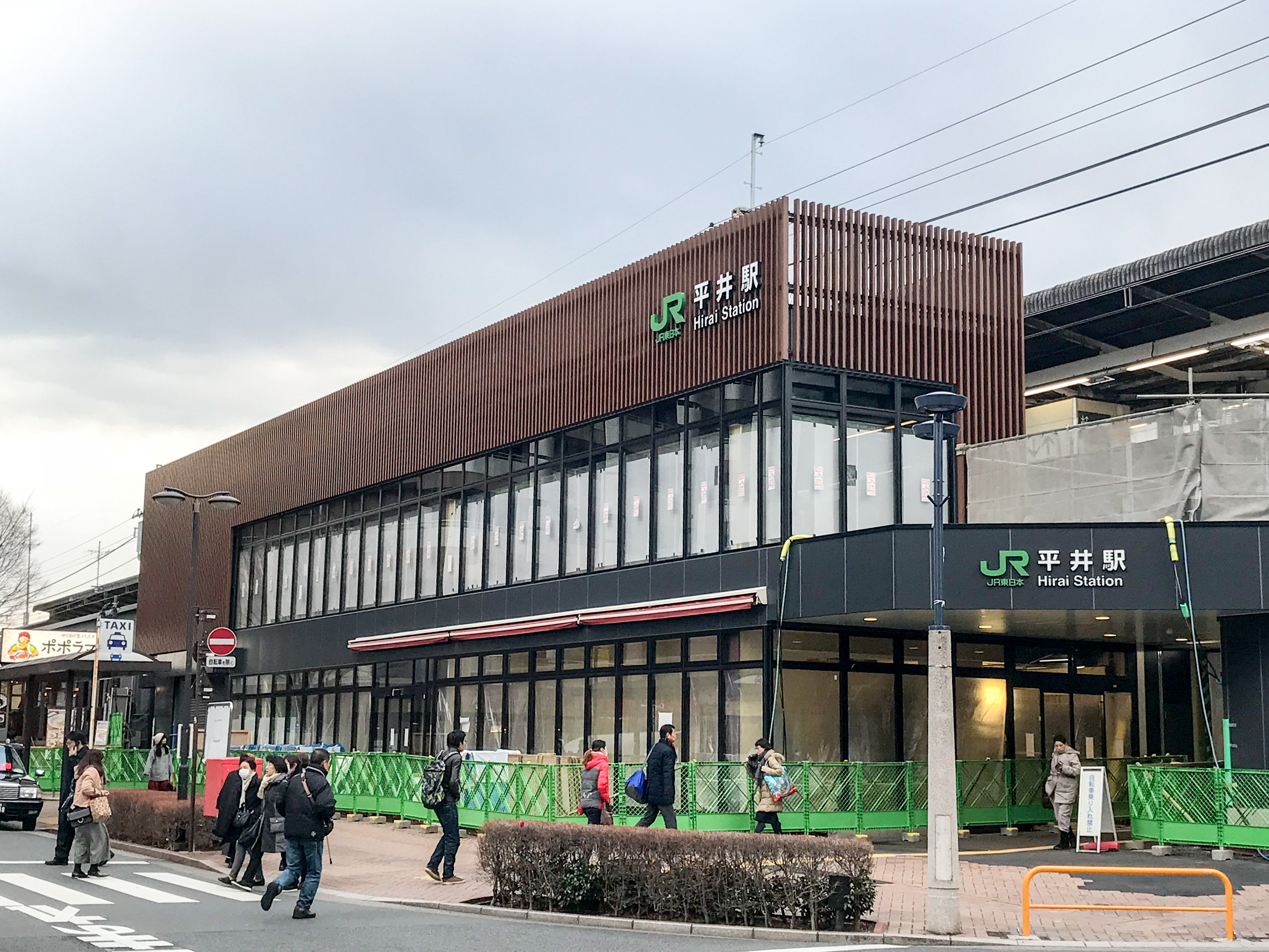
Sortie sud de la gare de Hirai.

Hirai (平井) est un quartier de l’arrondissement spécial de Tokyo, Edogawa.